# Ораду, Уго
Уго Ораду (фр. Hugo Auradou, родился 20 июля 2003 года) — французский регбист, игрок второй линии (лок) в составе клуба «Сексьон Палуаз». Сын регбиста Давида Ораду.

## Игровая карьера

### Клубная
Воспитанник клуба «САСПН Сарла» (CASPN Sarlat), за который выступал в 2011—2015 годах, в 2015—2020 годах играл за юниорскую команду «Стад Монтуа» из Мон-де-Марсана. В 2020 году стал игроком клуба «Сексьон Палуаз» и попал в его заявку на сезон 2021/2022.
11 декабря 2021 года Ораду провёл свой первый матч за «Сексьон Палуаз» в рамках Европейского кубка вызова против клуба «Лондон Айриш», сыграв 14 января 2022 года свою вторую еврокубковую игру против «Брива», а 8 апреля — третий матч против «Эдинбурга». 23 декабря 2022 он провёл первый матч в Топ 14 против клуба «Авирон Байонне» в сезоне 2022/2023.

### В сборных
В 2023 году Ораду в составе сборной Франции из игроков не старше 20 лет выиграл молодёжный чемпионат мира, проходивший в ЮАР. В финале команда Франции победила Ирландию 50:14, а Ораду сыграл там всего 4 матча.
6 июля 2024 года он сыграл первый матч за сборную Франции против Аргентины, завершившийся победой Франции 28:13. Ораду отыграл 52 минуты.

## Семья
Отец — Давид Ораду, в прошлом игрок «Стад Франсе» и сборной Франции». Старший брат — Поль Ораду, также регбист, начинал карьеру в «Сексьон Палуаз».

## Уголовное преследование
8 июля 2024 года Уго Ораду и его друг по сборной Оскар Жегу были арестованы в Буэнос-Айресе по обвинению в изнасиловании и избиении женщины в отеле Diplomatic Hotel в Мендосе: это произошло во время проходившей там вечеринки. 12 июля обоим было предъявлено обвинение в изнасиловании с отягчающими обстоятельствами. Регбисты отказались давать показания на судебных слушаниях, хотя на первых допросах утверждали, что всё было по взаимному согласию и никакого изнасилования не было.
2 сентября аргентинский суд потребовал от Ораду и Жегу покинуть территорию Аргентины, и оба вернулись во Францию 4 сентября. 10 декабря после долгих судебных разбирательств с обоих регбистов были сняты все обвинения.

## Достижения
- Чемпион мира среди игроков до 20 лет[англ.]: 2023[фр.]